# Estação Mairie d'Ivry
Mairie d'Ivry é uma estação da linha 7 do Metrô de Paris, localizada na comuna de Ivry-sur-Seine.

## História
A estação foi aberta em 1 de maio de 1946.
Ele permite ligar a Mairie d'Ivry em Paris. Esta estação é o terminal de um dos dois ramais da linha; o terminal no outro ramal é Villejuif - Louis Aragon.
Em 2011, 2 973 671 passageiros entraram nesta estação. Em 2012, foram 2 997 840 passageiros. Ela viu entrar 3 003 702 passageiros em 2015, o que a coloca na 179ª posição das estações de metro por sua frequência em 302.

## Serviços aos Passageiros

### Acessos
A estação tem dois acessos dos quais um se situa na place de la République e o outro na rue Marat.

### Plataforma
Como muitos terminais do metrô parisiense, a estação tem três vias por plataformas das quais uma plataforma lateral e uma plataforma central.

### Intermodalidade
A estação é servida pelas linhas 125, 132, 182 e 323 da rede de ônibus RATP.